# 安布尔
安布尔（英語：Ambur，羅馬化：Āmpūr，坦米爾語發音：[ˈaːmbuːr]）是印度泰米尔纳德邦Vellore县的一个城镇。总人口99855（2001年）。

## 人口
该地2001年总人口99855人，其中男性49452人，女性50403人；0—6岁人口12844人，其中男6417人，女6427人；识字率69.81%，其中男性为75.32%，女性为64.41%。